# Torneo de Reserva 1994-95
El Torneo de Reserva 1994-95 fue la quincuagésimo cuarta edición del certamen organizado por la Asociación del Fútbol Argentino.
Participaron un total de 16 equipos, todos participantes de la Primera División 1994-95.
El certamen consagró campeón por cuarta vez en su historia a Vélez Sarsfield.

## Equipos
De los 20 equipos, participaron 16 en esta edición ya que Belgrano de Córdoba, Gimnasia y Esgrima de Jujuy, Mandiyú y Talleres de Córdoba desistieron:
| Equipo                      | Ciudad        |
| --------------------------- | ------------- |
| Argentinos Juniors          | Buenos Aires  |
| Banfield                    | Banfield      |
| Boca Juniors                | Buenos Aires  |
| Español                     | Buenos Aires  |
| Ferro Carril Oeste          | Buenos Aires  |
| Gimnasia y Esgrima La Plata | La Plata      |
| Huracán                     | Buenos Aires  |
| Independiente               | Avellaneda    |
| Lanús                       | Lanús         |
| Newell's Old Boys           | Rosario       |
| Platense                    | Vicente López |
| Racing                      | Avellaneda    |
| River Plate                 | Buenos Aires  |
| Rosario Central             | Rosario       |
| San Lorenzo de Almagro      | Buenos Aires  |
| Vélez Sarsfield             | Buenos Aires  |

### Distribución geográfica de los equipos
| Región                 | Cant. | Equipos |
| ---------------------- | ----- | --- |
| Ciudad de Buenos Aires | 8     | Argentinos Juniors, Boca Juniors, Español, Ferro Carril Oeste, Huracán, River Plate, San Lorenzo de Almagro y Vélez Sarsfield |
| Conurbano bonaerense   | 5     | Banfield, Independiente, Lanús, Platense y Racing                                                                             |
| Provincia de Santa Fe  | 2     | Newell's Old Boys y Rosario Central                                                                                           |
| Ciudad de La Plata     | 1     | Gimnasia y Esgrima La Plata                                                                                                   |

## Sistema de disputa
Se llevó a cabo en dos ruedas, por el sistema de todos contra todos, invirtiendo la localía. La tabla final de posiciones del torneo se estableció por acumulación de puntos. El ganador se consagró campeón.

## Tabla de posiciones
| Pos. | Equipo                      | Pts. | J  | DG  | GF |
| ---- | --------------------------- | ---- | -- | --- | -- |
| 1.°  | Vélez Sarsfield             | 43   | 30 | 30  | 56 |
| 2.°  | River Plate                 | 38   | 28 | 26  | 47 |
| 3.°  | Newell's Old Boys           | 34   | 28 | 25  | 48 |
| 4.°  | Boca Juniors                | 33   | 30 | 7   | 48 |
| 5.°  | Independiente               | 33   | 29 | 6   | 43 |
| 6.°  | Gimnasia y Esgrima La Plata | 32   | 27 | 7   | 38 |
| 7.°  | Dep. Español                | 28   | 26 | -2  | 32 |
| 8.°  | Rosario Central             | 27   | 28 | 6   | 35 |
| 9.°  | Argentinos Juniors          | 25   | 27 | -11 | 32 |
| 10.° | Racing                      | 23   | 28 | -13 | 19 |
| 11.° | Platense                    | 23   | 27 | -23 | 35 |
| 12.° | Huracán                     | 21   | 27 | -7  | 24 |
| 13.° | Banfield                    | 20   | 26 | -15 | 20 |
| 14.° | Lanús                       | 19   | 25 | -6  | 30 |
| 15.° | Ferro Carril Oeste          | 17   | 25 | -12 | 32 |
| 16.° | San Lorenzo de Almagro      | 14   | 27 | -26 | 31 |

|  | Campeón. |

|                                    |
|                                    |
| Campeón Vélez Sarsfield 4.º título |